# Proatimia pinivora
Proatimia pinivora är en skalbaggsart som beskrevs av J. Linsley Gressitt 1951. Proatimia pinivora ingår i släktet Proatimia och familjen långhorningar. Inga underarter finns listade i Catalogue of Life.